# Zhyrmuny
Zhyrmuny (vitryska: Жырмуны) är en agropolis i Belarus.   Den ligger i voblasten Hrodna voblast, i den nordvästra delen av landet, 150 km väster om huvudstaden Minsk. Zhyrmuny ligger 158 meter över havet och antalet invånare är 2 688.

## Natur och klimat
Terrängen runt Zhyrmuny är platt, och sluttar västerut. Närmaste större samhälle är Lіda, 16,4 km söder om Zhyrmuny.
Omgivningarna runt Zhyrmuny är en mosaik av jordbruksmark och naturlig växtlighet. Runt Zhyrmuny är det ganska tätbefolkat, med 96 invånare per kvadratkilometer.